# Smrt Michaela Jacksona
Ameriški glasbenik in pevec Michael Jackson je 25. junija 2009 umrl domnevno zaradi akutne zastrupitve s propofolom in benzodiazepinom, na njegovem domu v Los Angelesu v Kaliforniji. Njegov osebni zdravnik Conrad Murray je dejal, da je v njegovi sobi zaznal, da Jackson ni dihal in da je imel nizek srčni utrip; Murray mu je dal dodatno zdravilo in ga nekaj minut oživljal vendar je pomoč poklical ob 12:21 uri. PDT (UTC – 7) Reševalci so zdravili Jacksona na kraju dogodka, vendar so ga v medicinskem centru Ronald Reagan UCLA razglasili za mrtvega. 
28. avgusta 2009 je bilo na televiziji povedano, da je bil vzrok za Jacksonovo smrt, umor. Njegov zdravnik mu je dajal propofol in benzinediazine lorazepam in midazolam proti anksioznosti. Murray je bil leta 2011 zaradi neprostovoljnega uboja in malomarnosti obsojen na štiri leta zaporne kazni.            
Jacksonova smrt je sprožila reakcije po celem svetu, kar je ustvarilo neprimerne nalete na internetu in dramatično povečalo prodajo njegove glasbe. Jackson se je pripravljal na številne koncerte v londonski O2 Areni od julija 2009 do marca 2010. Spominski koncert Michaela Jacksona je potekal 7. julija 2009 v centru Staples v Los Angelesu, kjer je večer pred smrtjo vadil za londonske koncerte. V živo so ga predvajali po celem svetu in pritegnili je približno eno milijardo ljudi. 

## Zdravje
Biografinja Stacy Brown, je dejala, da je Michael Jackson postal zelo šibek in popolnoma podhranjen in da je njegova družina skrbela zanj. Drugi biograf, J. Randy Taraborrelli, je dejal, da je bil Jackson že desetletja zasvojen z zdravili proti bolečinam. Arnold Klein, Jacksonov dermatolog, je potrdil, da je Jackson zlorabil zdravila na recept in da je Klein diagnosticiral Jacksona z vitiligo in lupusom. Vendar je Klein dejal, ko je tri dni pred njegovo smrtjo v svoji pisarni zagledal Jacksona in dejal, da je bil v zelo dobri fizični kondiciji. "Plesal je. Ko smo ga videli je bil v zelo dobrem razpoloženju" je dejal Klein. 

## Smrt
Čarodej Ed Alonzo je povedal, da je Jackson prišel na vaje v Staples Center okoli 18:30 v sredo, 24. junija. Med vajo se je Jackson pritožil nad laringitisom in je zato vadil samo do 21:00 ure. "Izgledal je super in imel je veliko energije," je dejal Alonzo. Alonzo je vadil do polnoči.
Naslednje jutro Jackson ni prišel iz svoje spalnice. Njegov zdravnik Conard Murray je tisti dan prišel v njegovo sobo in ga našel v postelji pokritega. Kmalu je ugotovil, da Jackson ni dihal in da je imel nizek srčni utrip, imel pa je tudi topel obraz. Murray mu je po inekciji dal malo propofola in ga uživljal pet do deset minut, ko je ugotovil, da mora poklicati pomoč. Povedal je, da je bil zmeden, ker v hiši ni bilo stacionarnega telefona in ker na svojem telefonu ni videl tel. št. 911 za pomoč. Izjavil je tudi, da je kmalu poklical na 911, vendar odgovora ni dobil. 
Murray je stekel po stopnicah, zavpil "na pomoč" in kuharju rekel, naj v sobo prinese prvo pomoč, medtem pa je Murray še enkrat poklical na 911. Murrayjev odvetnik je izjavil, da je minilo vsaj 30 minut, preden so reševalci prispeli. Tiskovni predstavnik gasilske enote v Los Angelesu (LAFD) je povedal, da je klic 911 dobil ob 12:21:04 popoldne. Prva pomoč je k Jacksonu prispela ob 12:26, ko še vedno ni dihal. 
Izjave [nejasne] so opisale Murrayja z uporabo nestandardne tehnike oživljanja pri Jacksonu. Posnetek klica v sili je bil objavljen 26. junija, dan po Jacksonovi smrti, in opisal je, da je Murray upravljal oživljanje na postelji in ne na trdi podlagi, kot so tla, kar bi bila običajna praksa. Murray je dejal, da je eno roko položil pod Jacksona, drugo pa za stiskanje v prsih, medtem ko je običajna praksa, da se za stiskanje uporabljata obe roki. 
Reševalci so Jacksona na njegovem domu oživljali 42 minut. Murrayjev odvetnik je izjavil, da je imel Jackson pulz, ko so ga odpeljali iz hiše in dali v rešilca. Uradnik LAFD je navedel drugačen račun, v katerem je navedel, da so reševalci našli Jacksona v "popolnem zastoju srca" in da na poti do bolnišnice niso opazili spremembe njegovega statusa. Rešilec LAFD ga je pripeljal do medicinskega centra UCLA Ronalda Reagana. Reševalna služba je prispela v bolnišnico okoli 13. ure popoldne, ekipa medicinskega osebja pa ga je več kot eno uro oživljala. Neuspešni so bili in ob 14:26 je 50-letni Michael Jackson umrl.

## Vzrok smrti
Jacksonovo truplo so s helikopterem odpeljali v pisarne okrožja Los Angeles County v Lincoln Heightsu, kjer je naslednji dan v imenu preiskovalnega okrožja Los Angeles okrožnica Lakshmanan Sathyavagiswaran opravil triurno obdukcijo. Jacksonova družina je pripravila drugo obdukcijo, ki bi lahko prinesla hitre, čeprav omejene rezultate. Po končani predhodni obdukciji je Craig Harvey, glavni preiskovalec odvetniške pisarne, dejal, da ni dokazov o travmi ali zlorabi. Koroner okrožja Los Angeles je 28. avgusta podal uradno izjavo, v kateri je razglasil, da je bil vzrok za Jacksonovo smrt umor. Poročevalec je izjavil, da je Jackson umrl zaradi kombinacije zdravil v svojem telesu, med najpomembnejšimi zdravili pa sta bila anestetik propofol in anksiolitični lorazepam. Manj pomembna zdravila, ki so jih našli v Jacksonovem telesu, so bili midazolam, diazepam, lidokain in efedrin. Poročevalec je celotno poročilo o toksikologiji ohranil zasebno, na zahtevo policije in okrožnega državnega tožilca. Obdukcijsko poročilo je razkrilo, da je bil Jackson za svojo starost sicer zdrav in da je bilo njegovo srce v redu. V dokumentu je bilo zapisano, da je bil Jacksonov najpomembnejši zdravstveni problem v tem, da so bila njegova pljuča kronično vneta, dodali pa so, da vnetje pljuč ne prispeva k njegovi smrti. Ostali njegovi večji organi so bili normalni in ni imel ateroskleroze, razen nekaj rahlega kopičenja oblog v arterijah na nogah. Obdukcija je navedla, da je tehtal 62 kg, visok pa je bil 1 meter in 75 centimetrov. Fox News je dejal, da je bil Jackson izmučen, medtem ko je Associated Press izjavil, da je bila njegova teža premajhna.   

## Pogreb
Po prvih podatkih naj bi bil Jacksonov pogreb 29. avgusta 2009 (na njegov 51. rojstni dan). Njegov pogreb je bil 3. septembra 2009 v spominskem parku Glendale's Forest Lawn. Pogreba so se udeležili njegovi dobri prijatelji Macaulay Culkin, Chris Tucker, Quincy Jones, Eddie Murphy, Elizabeth Taylor, njegova prva žena Lisa Marie Presley,... Skupaj se je udeležilo 200 ljudi. Pogreb se je začel, ko so Jacksonovi trije otroci postavili zlato krono na njegovo krsto. 
Michaela Jacksona so pokopali v Holly Terrace v Velikem mavzoleju. Mavzolej je varen objekt, ki ni dostopen širši javnosti ali medijem, razen na izredno omejeni osnovi. Neoznačena kriptovaluta, ki je delno vidna na zatemnjenem vhodu mavzoleja Holly Terrace, je prekrita s cvetovi, ki jih puščajo oboževalci, ki jih varnostniki pustijo zunaj kriptovalute. Družina je razmišljala, da bi Jacksona pokopali na ranču Neverland. Vendar so nekateri člani družine nasprotovali temu mestu, rekoč, da so na ranču ga obtožili o spolni zlorabi. Tudi lastniki ranča bi morali, preden bi na tem mestu postavili pokopališče, preiti postopek izdaje dovoljenj z okrožno in državno vlado. Julija 2010 je bila varnost na mavzoleju povečana zaradi vandalizma, saj so oboževalci puščali sporočila, kot so "Ohranite sanje živeti" in "Pogrešamo te sladki angel" v barvnem črnilu.